# 斛律
斛律（？—414年），东晋时期柔然国第二任君主，号蔼苦盖可汗。缊纥提之子。
北魏登国六年（391年），柔然部被北魏击败，斛律和兄弟诘归之、社崘、曷多汗被俘，之后缊纥提归降，魏道武帝把他们父子迁居云中。北魏登国九年（394年），柔然曷多汗弃父西逃，被北魏长孙肥所杀，斛律和社崘只带数百人投奔伯父匹候跋，被猜忌斛律和社崘而远迁漠北，之后袭杀匹候跋。斛律辅佐社崘建立柔然汗国。
东晋义熙六年（410年）5月败于北魏后，社崘去世，斛律称可汗。向北吞并贺术也骨国，向东击破譬历辰部。411年，娶北燕樂浪公主為妻。
义熙十年（414年）5月，斛律想把自己的女儿嫁到北燕。侄子步鹿真作乱，谎说要远嫁的是树黎的女儿。树黎与步鹿真绑架斛律送往北燕。北燕天王冯跋封他为上谷侯，以他女儿为昭仪。斛律向冯跋請求援軍，冯跋派单于前辅万陵率三百骑兵护送。返國途中，因為万陵和士兵嫌路途太遙遠（兩國相隔幾千里的距離）而把他殺死在黑山（今内蒙古自治区包头市北）。《十六国春秋辑补》作他死于416年。